# Chiara Re
Chiara Re (Heerhugowaard, 26 maart 1989) is een Nederlands choreografe.

## Biografie
In 2011 behaalde zij haar diploma aan de Amsterdamse Hogeschool voor de Kunsten. Na een aantal jaar zelf op de planken te hebben gestaan maakte ze in 2015 volledig de overstap naar choreografie met de voorstelling Kiss of The Spiderwoman. Ze is vier keer genomineerd voor een Musical Award en won in 2021 de Charlotte Köler Prijs van het Cultuurfonds.

## Choreografie
Re verzorgde de choreografie van de volgende producties:

### Theater
- Hairspray (2025)
- Saturday Night Fever (2024)
- A xXxmas Carola (2024)
- Buurman en Buurman gaan naar de maan (2024)
- Ver Van Je Bed (2024)
- De Hospita (2023)
- Mamma Mia (2023)
- Buurman en Buurman (2023)
- De Regels van Floor (2022)
- The Prom (2022)
- Falsettos (2022)
- Koefnoen Live (2021)
- Nijntje de Musical (2021)
- Rocky Horror Show (2021)
- Single Camping (2019)
- Brugklas de Musical (2019)
- Evita (2018)
- The Bridge of Madison County (2018)
- My Fair Lady (2017)
- Sweeny Todd (2016)
- Robert Long (2015)
- Kiss of the Spiderwomen (2015)

### TV
- Klokhuis (2012 - heden)
- The Masked Singer Seizoen 1 (2019)
- Welkom in de Jaren 20 en 30 (2019)
- De Dokter Corrie Show (2015-2017)